# Sídliště Slezské Předměstí
Sídliště Slezské Předměstí je urbanistický celek na severovýchodě Hradce Králové na Slezském Předměstí. Jedná se o specifický přestavbový soubor, protože panelová výstavba doplňuje starší rozptýlenou vilovou zástavbu do kompaktního celku.
Proto lze sídliště dělit do několik specifických podcelků. Sídliště se primárně dělí na Slezské Předměstí – Sever a Slezské Předměstí – Jih, které jsou rozděleny osou Slezského Předměstí – Pospíšilovou třídou a navazující třídou SNP. Z vývojového hlediska je však možné ještě oddělit další celky – sídliště právě kolem hlavní Pospíšilovy třídy/třídy SNP a experimentální sídliště Markovická jako specifickou část sídliště Sever.
Investorem byl Krajský investorský útvar v Hradci Králové, výstavbu realizovaly Pozemní stavby Hradec Králové.
Vznik sídliště probíhal v několika fázích. Projekt vznikal v letech 1956 až 1962, když v roce 1962 byl dokončen územní plán celého sídliště. Vlastní výstavba začala v roce 1958 a skončila v roce 1969.

## Rozsah
V rámci panelové výstavby sídliště obsahuje 4 172 bytů a bylo určeno pro 16 až 17 tisíc obyvatel. V říjnu 1962 bylo udáváno, že na sídlišti bude po dostavbě bydlet 14 tisíc lidí. V té době již sídliště obývaly asi tři tisíce osob. Článek z počátku roku 1967 uvádí, že do konce roku 1968 mělo být postaveno sídliště s obytnými budovami pro 14 500 osob.
V roce 1967 již stálo kompletně sídliště Sever, na němž se dokončovaly komunikace a úpravy terénu. Bylo určeno pro 1216 rodin. Na sídlišti Sever bydlelo na počátku roku 1967 necelých 4 500 obyvatel. Jižní sídliště, kde se počítalo s 1017 byty, bylo tehdy teprve ve výstavbě.
Na přelomu 60. a 70. let se jednalo o největší sídliště v Hradci Králové, poté jej přerostlo Sídliště Moravské Předměstí.
| Základní sídelní jednotka   | Počet obyvatel (k 2011) | Počet obyvatel (k 2021) |
| --------------------------- | ----------------------- | ----------------------- |
| ZSJ Slezské Předměstí-sever | 2 193                   | 2 149                   |
| ZSJ Slezské Předměstí-střed | 5 014                   | 4 417                   |
| ZSJ Slezské Předměstí-jih   | 2 000                   | 1 908                   |
| ZSJ Na Střezině             | 878                     | 897                     |
| Celkem                      | 10 085                  | 9 371                   |

## Autoři
Hlavním architektem byl Jan Zídka. Dalšími členy autorského týmu, kteří se podíleli na podobě obytných domů, byli František Steiner, Břetislav Petránek, Zdeněk Vašata, Jiří Tajovský a Jan Třeštík. Autory objektů občanské vybavenosti byli Jan Zídka, František Steiner, Karel Runštuk, M. Manolov a Jan Rejchl.

## Kontext vzniku
Po druhé světové válce se již počítalo s rozvojem městem za druhým (Gočárovým) městským okruhem. Proto byla výstavba na Slezském Předměstí zahrnuta v Základním upravovacím plánu města z let 1945–1950, za nímž stáli Josef Havlíček a František Bartoš. Koncepci rozvíjel v 50. letech 20. století také tehdy nově zřízený Stavoprojekt Hradec Králové. Od konce 50. let 20. století se dostalo na vlastní výstavbu nového sídliště. Sídliště Slezské Předměstí na severovýchodě města mělo podle architektů Břetislava Petránka a Jana Zídky ze Stavoprojektu konečně vytvořit plnohodnotný městský obvod v této části města.

## Koncepce a postup výstavby
Hlavním autor sídliště Zídka respektoval původní uliční síť i starší zástavbu tvořenou rodinnými domy. Zahradní vilová zástavba spíše roztroušené podoby zde vznikala v období první republiky. Právě kombinace původní zástavby doplněná v prolukách o panelové domy je typickým rysem tohoto sídliště.

### Hlavní třída

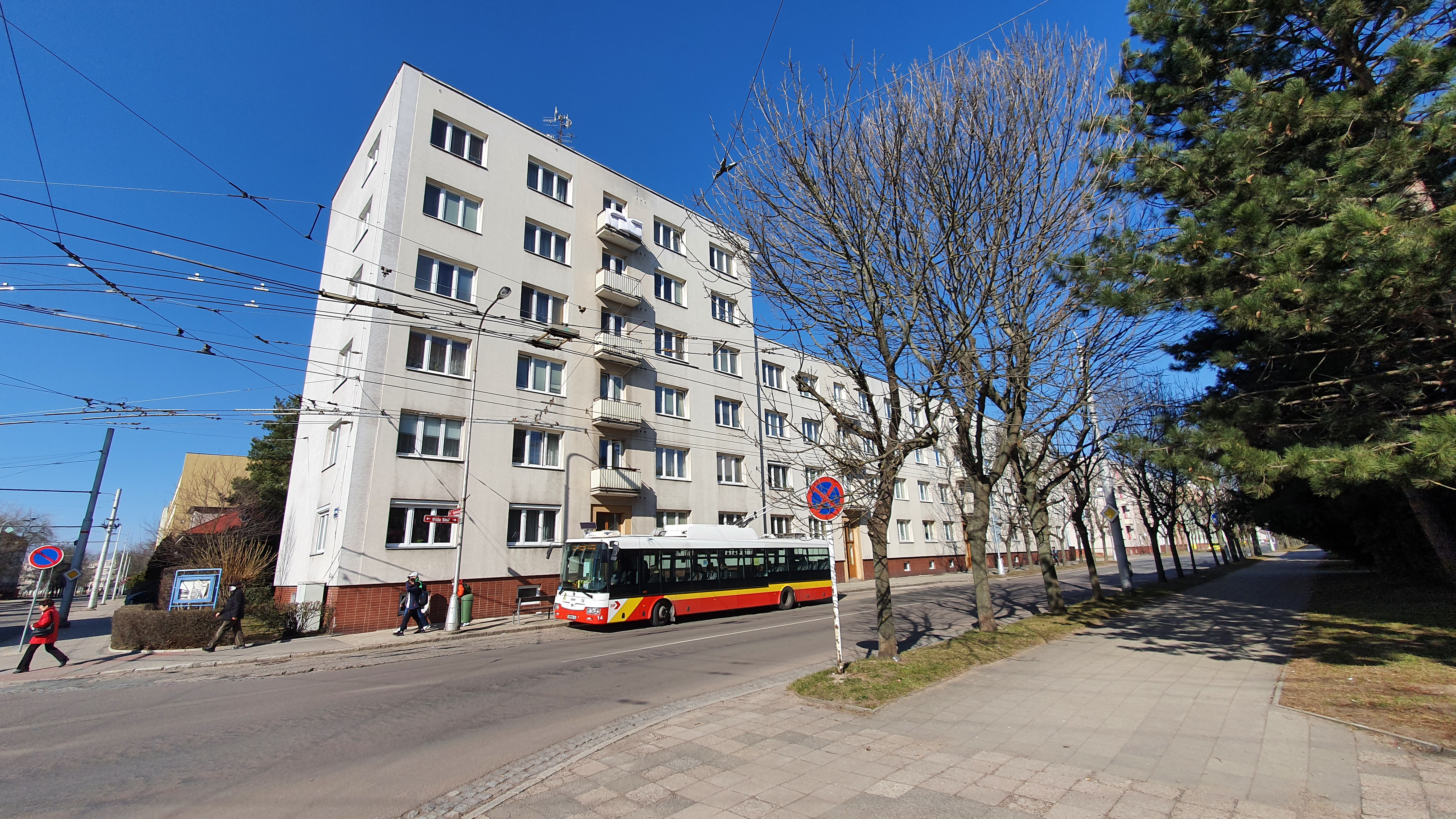
Křižovatka třídy SNP s Myslivečkovou ulicí a trolejbusem linky č. 3

Hlavní osu sídliště tvoří Pospíšilova třída, která vychází z městské centra severovýchodním směrem, a na níž v rámci Slezského Předměstí navazuje třída SNP. Čtyř- a šestipodlažní budovy podél těchto tříd byly postaveny podle Zídkova návrhu v letech 1958–1964. Stavby z cihelných blokpanelů typu T02B, T03B a T13 obsahují na 650 bytů. V přízemním parteru byly do některých domů umístěny obchodní jednotky se skleněnými výlohami. Na rozhraní zmíněných dvou tříd, které tvoří středovou část dlouhé uliční osy, vzniklo lokální centrum. To bylo urbanisticky zesíleno výstavbou výškové budovy hotelu Alessandria. Vedle hotelu (v ulici Bratří Štefanů, do roku 1989 třída Rudé armády) byla vybudována poliklinika plánovaná tak, aby obsloužila na 30 tisíc obyvatel.

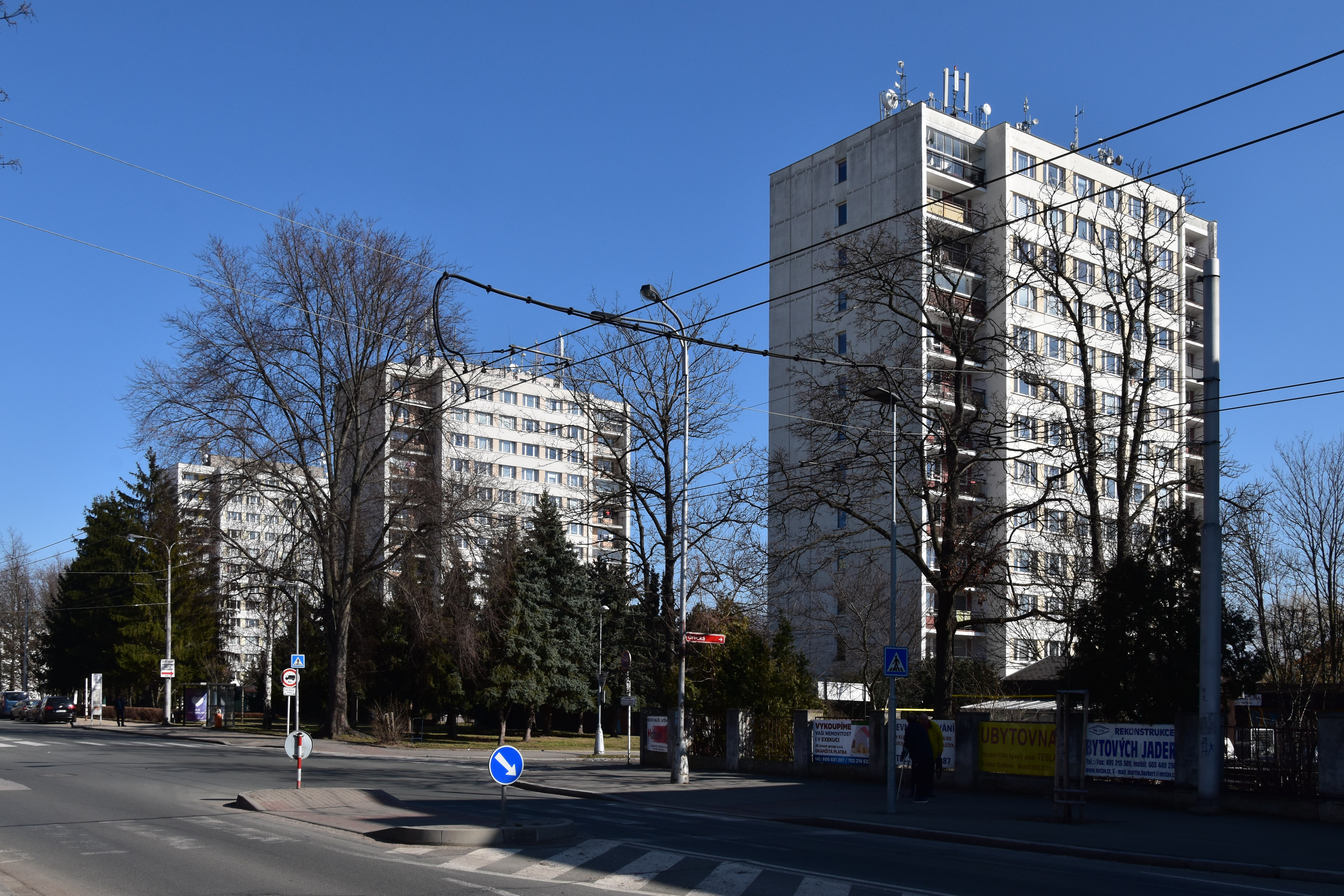
Domy Kazi, Teta a Libuše

Poblíž (blíže k centru) byly vybudovány také další tři výškové obytné budovy – třináctipodlažní domy Kazi, Teta a Libuše o 78 bytech. Vznikly na místě starších domků, které byly zbourány. Stojí mezi Pospíšilovou třídou a Uhelnou ulicí a do hlavní Pospíšilovy třídy jsou obráceny štítovou zdí. Západní a východní fasáda je členěna středovým rizalitem s pásovými okny.

### Panelová výstavba
Výstavba sídliště po roce 1959 již probíhala více průmyslově zejména formou panelových konstrukcí systému HK. Sídliště bylo důležité i z toho hlediska, že se na něm testovaly experimentální panelové domy, a to v Gagarinově ulici (1959), v Třebechovické ulici (1966) a v Luční ulici (1967).

#### Sídliště Sever

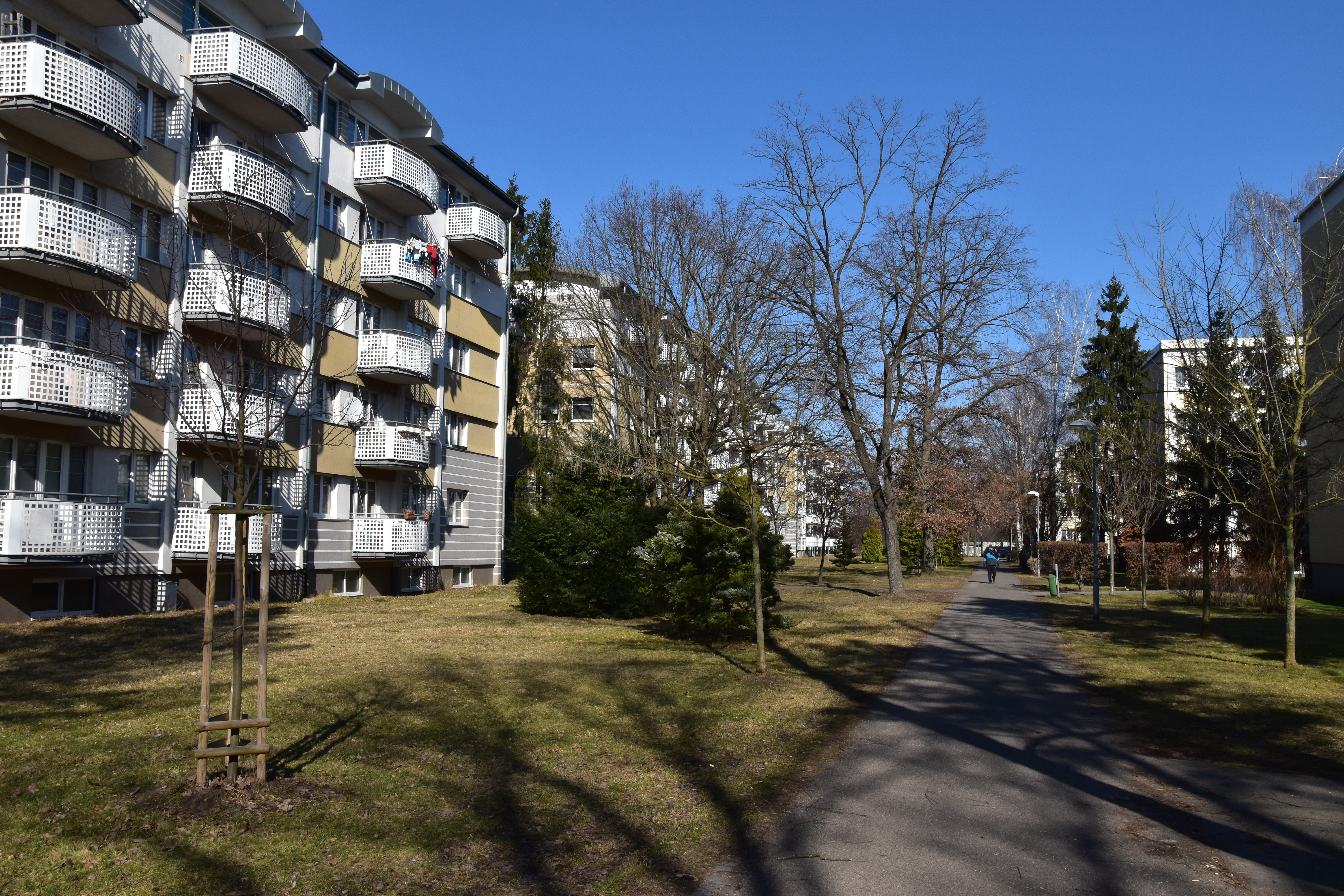
Domy v Gagarinově ulici (vlevo) a sídliště v ulici Markovická (vpravo)

První experimentální panelový dům v Hradci Králové i celém tehdejším Hradeckém kraji vznikl na rohu Gagarinovy a Slezské ulice (1959). Následně byla zahájena výstavba nového a prvního ryze panelového sídliště Markovická (bytové jádro B2). Teprve později vznikaly vyšší a větší budovy dále na sever.

Sídliště obsahuje čtyřpodlažní až jedenáctipodlažní budovy. Domy na sídlišti Sever v užším slova smyslu (mimo sídliště Markovická) mají bytové jádro B3.

#### Sídliště Jih

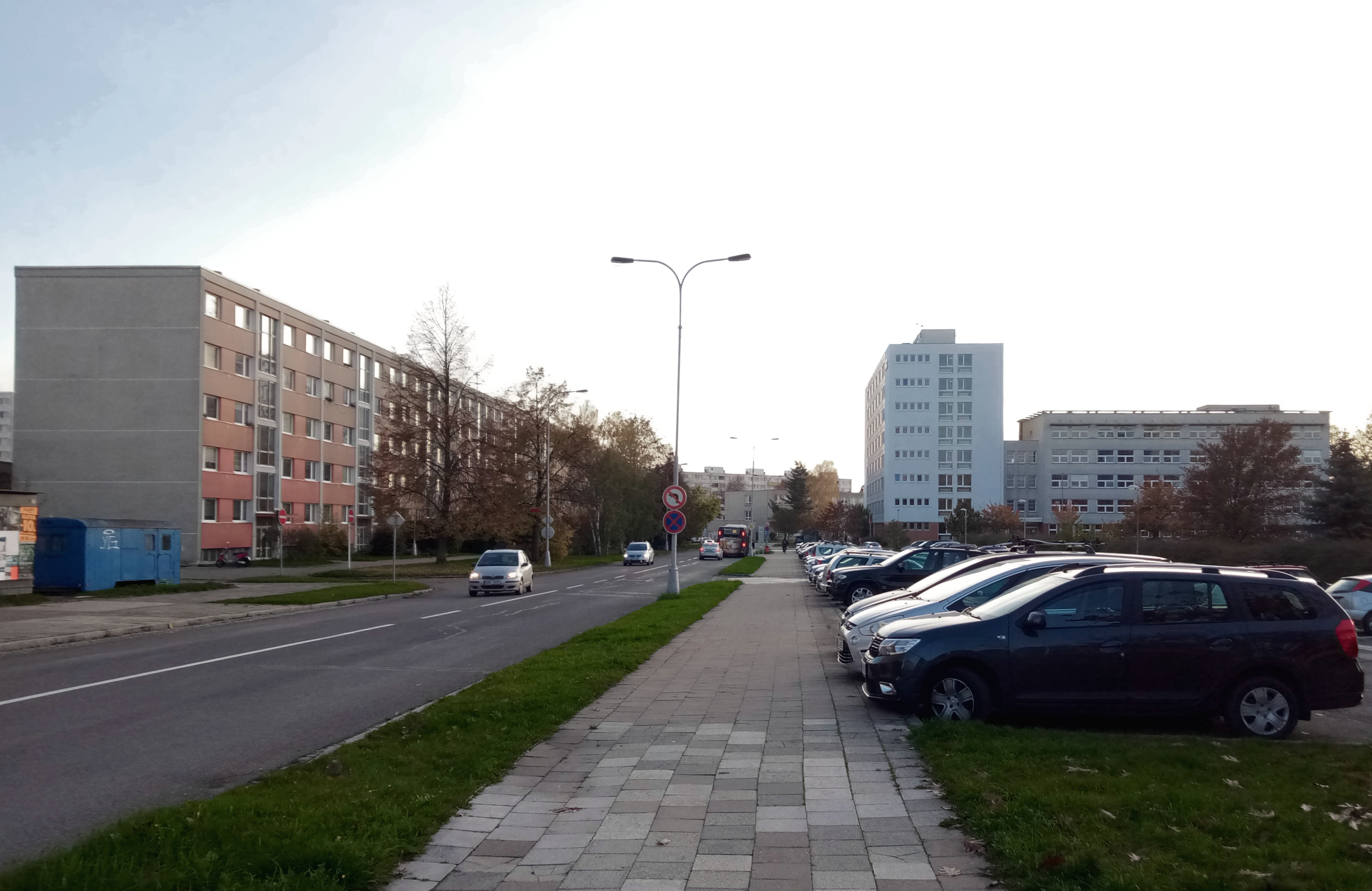
Jižní ulice na sídlišti Jih

V době, kdy bylo dokončováno sídliště Sever, začala výstava sídliště také na druhou stranu od Pospíšilovy třídy – sídliště Jih. Dominantou této části sídliště jsou čtyři věžové domy o třinácti podlažích, které dosahují výšky takřka 40 metrů.
V roce 1966 vznikly experimentální domy v Třebechovické ulici, v jižní části sídliště. Jednalo se o vylepšenou soustavu HK 65, která vycházela z původní HK 60.

Pro Slezské Předměstí – Jih je typická různorodost domů vsazených do vilové čtvrti s množstvím zeleně.

### Opravy v 80. letech 20. století
V 80. letech 20. století bylo po více než 20 letech existence sídliště Sever nutné některé domy opravit. Vady se na sídlišti objevovaly již od první poloviny 70. let 20. století. Začala opadávat omítka a malta ze spár, boční díly se posouvaly od nosných stěn. Problémy s domy byly již od samotné výstavby, kdy docházelo k odlupování betonu a rezavění armatury. Část sídliště byla kvůli pracím vystěhována. U některých domů musely být postaveny ohrady, aby případné padající kusy někoho nezranily. Opravy byly z 80 % financovány ze státního rozpočtu a z 20 % z fondu údržby a investic jednotlivých bytových družstev.

### Studie výhledové dostavby
Sídliště nebylo kompletně dostavěno podle původního návrhu, což se týkalo zejména vyšší občanské vybavenosti. Z obvodového centra byla postavena jen část. Nebyly realizovány ani všechny objekty základní občanské vybavenosti. Nevznikl ani centrální park. Navíc již v 80. letech 20. století byl na sídlišti vzhledem k rozvoji automobilismu nedostatek parkovacích ploch.
V návaznosti na to vznikla v roce 1987 studie výhledové dostavby od Ing. arch. Bedřicha Falty a Ing. arch. Milana Weinera. Podle té mělo dojít k dostavbě v principu podle původního záměru, ale v některých ohledech nová studie původní myšlenky přehodnotila. Důraz byl kladen na větší urbanistickou kompaktnost a klidové využívání vnitrobloků. Pozornost byla věnována hlavně dostavbě sídlištního centra, posílení obytné funkce a zlepšení životního prostředí. Klíčová změna měla nastat v centrální oblasti u hotelu Alessandria, kterou umožnila velká změna silniční (komunikační) sítě. Cílem bylo vytvořit centrální náměstí při Pospíšilově třídě s polyfunkčním objektem Rožberk. Problém s nedostatkem parkovacích ploch měl být řešen vícepatrovými garážemi v tomto objektu, které zároveň měly vytvořit protihlukovou bariéru. Ve studii byla zvýrazněna funkce sportovního areálu Háječek. V plánu byla přístavba hotelu Alessandria s kinem, nákupní centrum na Pospíšilově třídě i v ulici Bratří Štefanů (tehdy třída Rudé armády). Tehdy plánovaná bytová výstavba měla proběhnout ve třech fázích s tím, že celkově vznikne dalších 1350 bytových jednotek. Počet obyvatel by se tím zvýšil asi o pět tisíc.
Inženýrské sítě na sídlišti však v té době byly na hraně kapacitních možností. K realizaci nikdy nedošlo.

## Významné budovy

### Hotel Alessandria

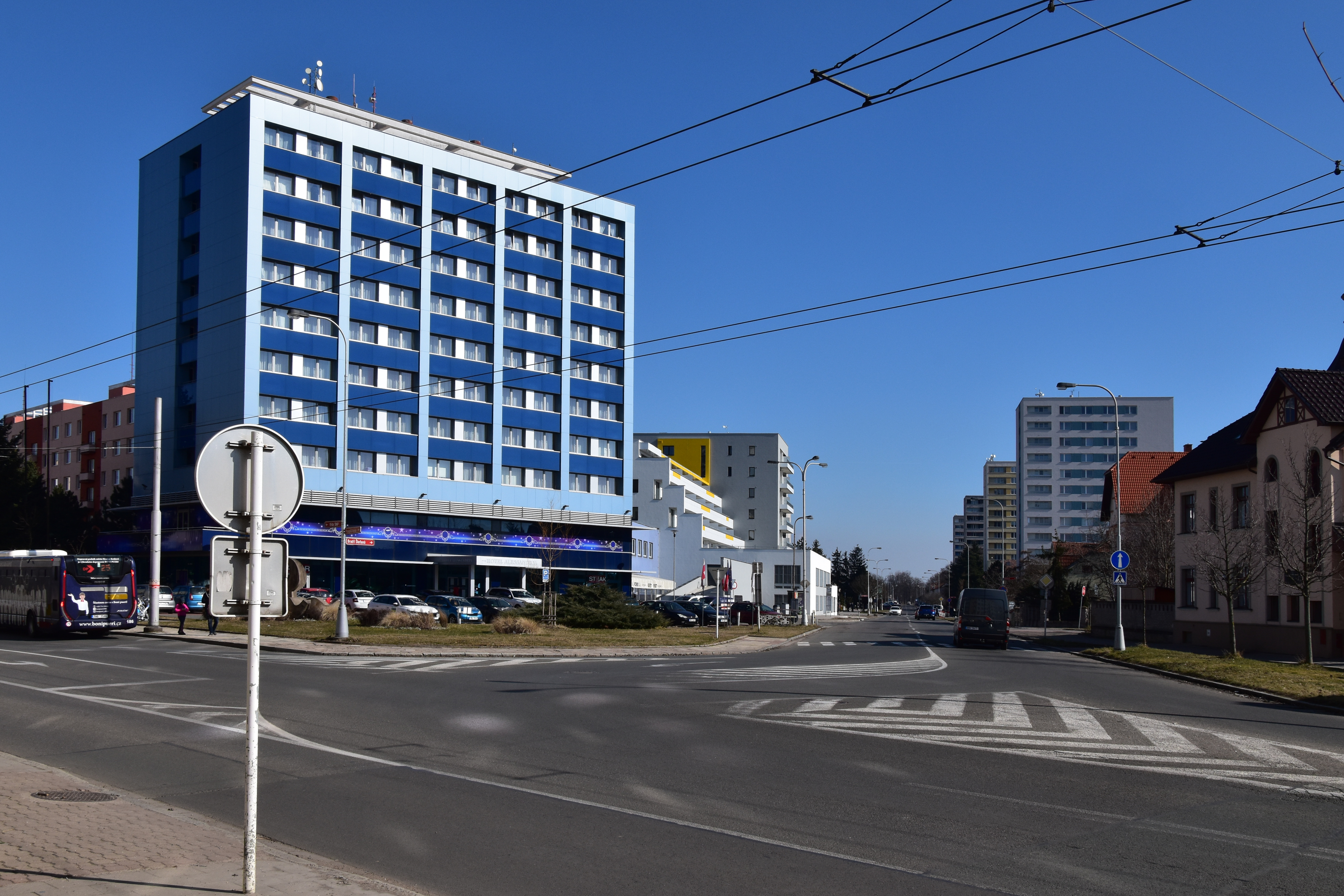
Hotel Alessandria

Jednou z dominant sídliště je budova hotelu z let 1961–1963/65 od Jana Zídky. K otevření budovy došlo v listopadu 1965. Tehdy se však jednalo o ubytovnu, resp. budovu s malometrážními byty a stravovacími provozy (první patro: restaurace s kavárnou; přízemí: bufet; suterén: vinárna).
Objekt původně provozovaly Restaurace a jídelny. Delimitací v roce 1977 převzal budovu podnik Interhotel Krkonoše. Původní bytový fond byl transformován do podoby kategorie B+, tříhvězdičkového hotelu. Plný provoz se 116 pokoji v 8 podlažích byl zahájen v závěru roku 1977. Již koncem tohoto roku v hotelu trávilo na 130 polských turistů. Výrobcem nábytku v hotelu bylo družstvo Dyha Brno. Rekonstrukce si vyžádala investici více než pěti milionů korun. Objekt v tu dobu obsahoval čtyři restaurační zařízení: restauraci se 72 místy, vinárnu s tanečním parketem, bufet a kavárnu. Plánovaný stav zaměstnanců činil 85 osob.
Název hotelu Alessandria byl odvozen od partnerského družebního města Hradce Králové – italské Alessandrie.
Hotel byl součástí skupiny interhotelů Čedok, a to až do privatizace v roce 1992. Tehdy založilo několik zaměstnanců hotelu novou společnost (Alessandria, s.r.o.), která hotel převzala. V roce 1995 patřil mezi 25 nejlepších hotelů v Česku. V srpnu 1999 koupil hotel Adel Hakkouk, nový majitel původem ze Sýrie. Začala se připravovat rozsáhlá rekonstrukce, která započala v roce 2003 (nové výtahy, rozvody teplé vody, pokoje apod.). Dalším syrským majitelem byl Samir Masad. V roce 2007 hotel získal opět českého majitele, když jej koupil podnikatel Gustav Aleš.
Jedná se o atypovou budovu s proskleným parterem a mezaninem s restaurací. Na střešní terase byla vybudována rozsáhlá stínicí konstrukce. Původní fasáda byla výrazně barevná kombinující zelené horizontální pásy a černé vertikální.
V roce 1985 hotel nabízel 203 lůžek v 7 apartmá, 28 jednolůžkových pokojích, 7 jednolůžkových pokojích s přistýlkou a 70 dvoulůžkových pokojích. Na rozdíl od ostatních hradeckých hotelů, které byly provozovány podnikem RaJ Hradec Králové, byl v té době provozovatelem Interhotel Krkonoše.
V roce 2022 má hotel kapacitu 112 pokojů a až 230 lůžek. K dispozici jsou zároveň čtyři konferenční sály o celkové kapacitě 275 osob.

### Poliklinika Slezské Předměstí – Jih (Poliklinika 2)

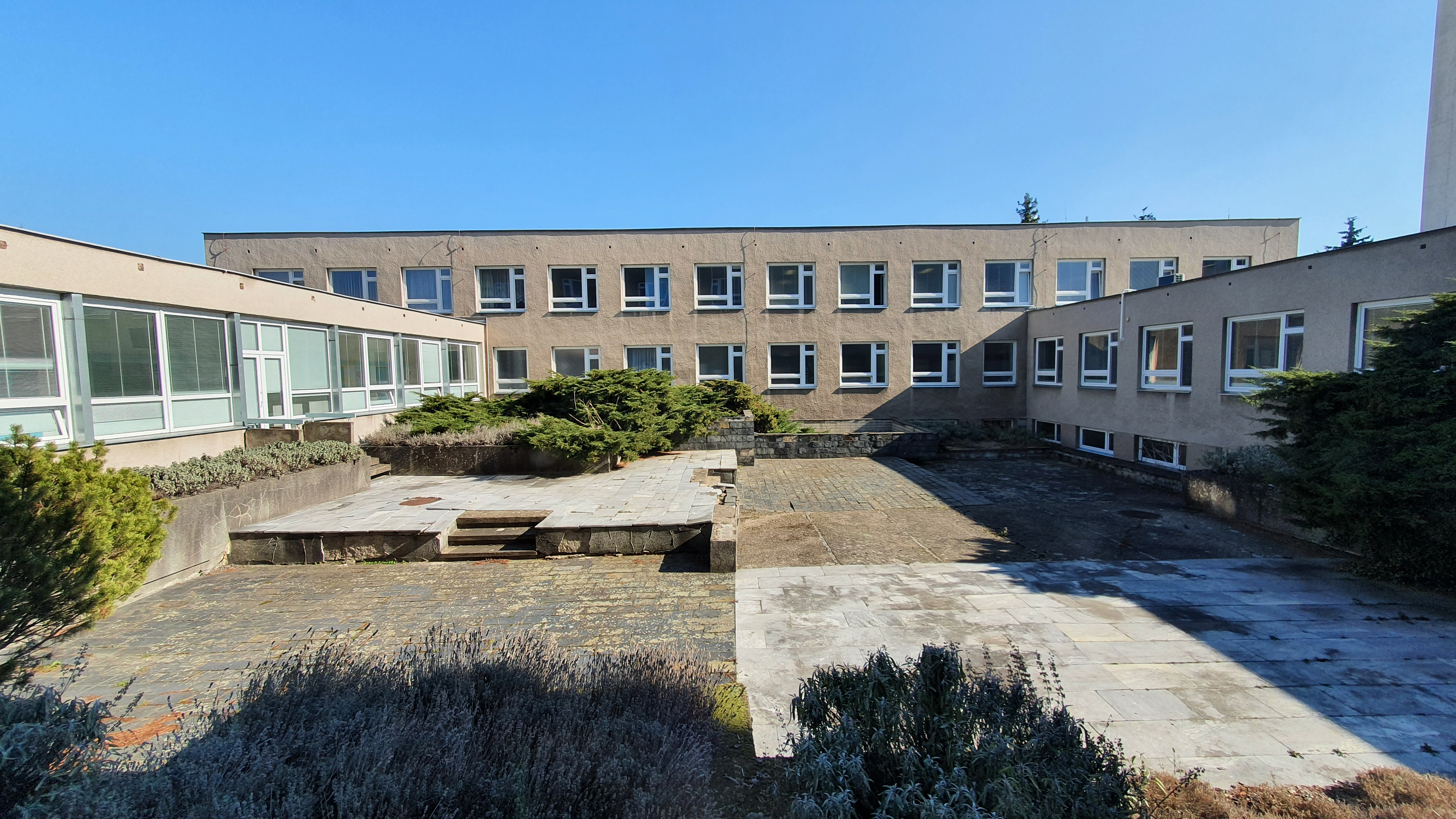
Atrium polikliniky, stav 2022

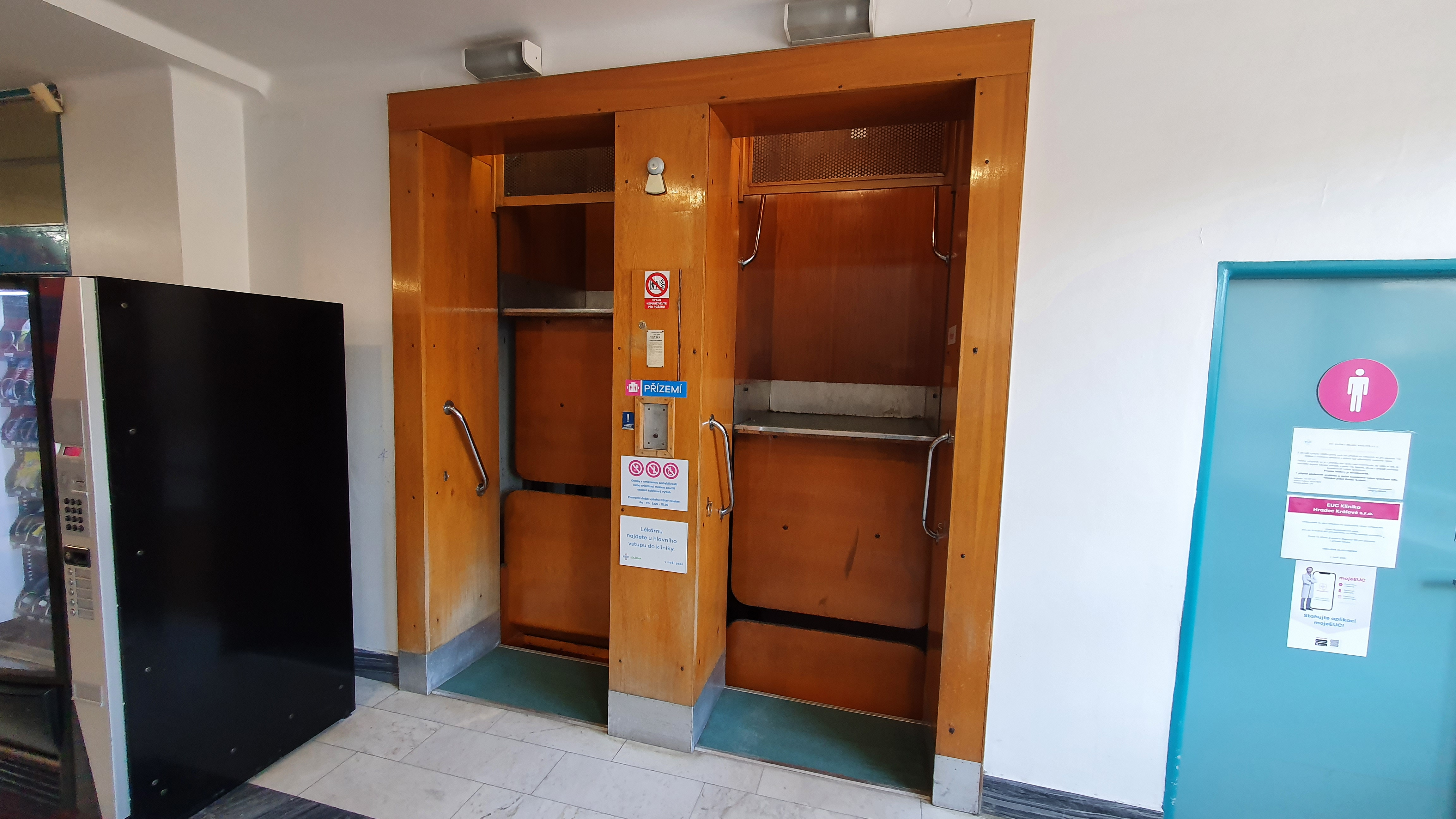
Pater noster na poliklinice

Poliklinika v ulici Bratří Štefanů byla podle projektu z roku 1966 vybudována v letech 1967–1974 za 35 mil. korun. Původně se počítalo se zprovozněním již v roce 1970. Ke slavnostnímu zprovoznění budovy nakonec došlo dne 2. listopadu 1974. Slavnostního aktu se účastnil tehdejší ministr zdravotnictví ČSR Jaroslav Prokopec, člen Ústřední výboru KSČ a vedoucí tajemník východočeského krajského výboru KSČ František Tesař i předseda Východočeského KNV Jindřich Řehořek. Prvním pacientům byl areál k dispozici o dva dny později 4. listopadu 1974. V té době patřila poliklinika k nejmodernějším v celé zemi.
V roce 1994 bylo rozhodnuto o privatizaci polikliniky. Následně došlo k několik větším či menším úpravám a rekonstrukcím areálu. V roce 1996 byla realizována rekonstrukce lékárny, část vstupního vestibulu byla upravena na prodejnu zdravotnických potřeb, hlavní přístup dostal novou dlažbu a bezbariérové provedení. V roce 1999 byla dokončena rekonstrukce střechy a čelní fasády, kde byla nahrazena původní již padající břidlice.
Zastavěná plocha polikliniky tvoří 3 658 m2, Obestavěný prostor pak 40 340 m3. Generálním projektantem byl Stavoprojekt Hradec Králové a zodpovědným projektantem František Steiner. Dodavatelem byly VOKD Ostrava a Průmstav, n. p. Pardubice.
Stavba byla vybudována ze železobetonových prefabrikovaných sloupů, monolitických stropů z železobetonových desek a také panelů.
Budova se skládá ze tří rovnoběžných třítraktových křídel. Prostřední křídlo je sedmipodlažní, zbylá dvě (krajní) třípodlažní. Tyto budovy jsou propojeny čtyřmi dvoutraktovými křídly o výšce dvou nadzemních podlaží. Budovy vytvářejí celek se dvěma atrii s vodními prvky.
Poliklinika byla postavena pro 30 tisíc obyvatel s tím, že specializované služby mělo využívat na 100 tisíc lidí. Zařízení obsahovalo 67 lékařských jednotek. V době otevření bylo v hlavní sedmipodlažní budově umístěno mj. sedm ordinací obvodních lékařů či dvanáct zubních ordinací.
V roce 2022 poliklinika používala název EUC Klinika Hradec Králové. Zastávka MHD nese název Poliklinika 2.

Součástí budovy je i jeden ze dvou oběžných výtahů "pater noster" ve městě.

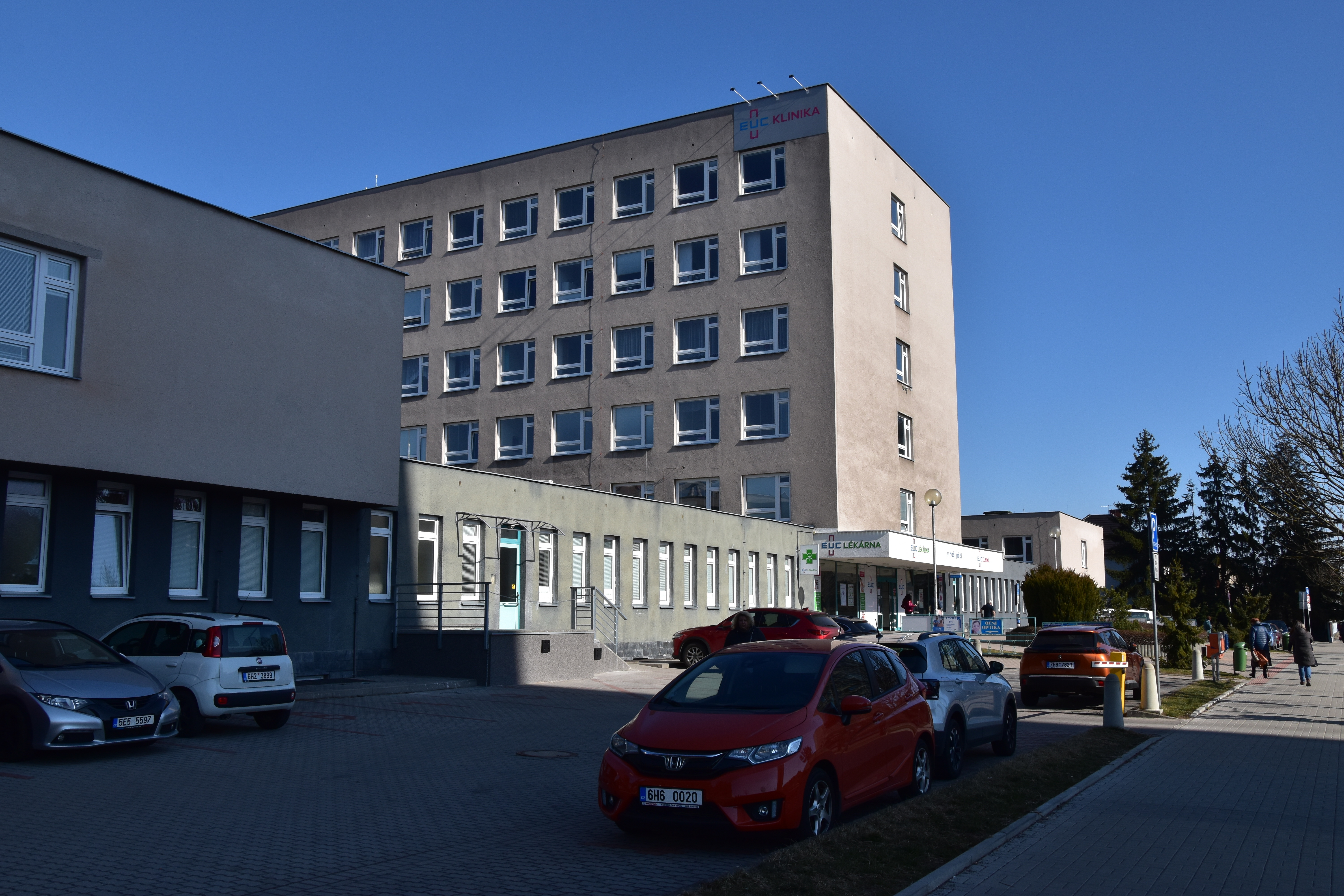
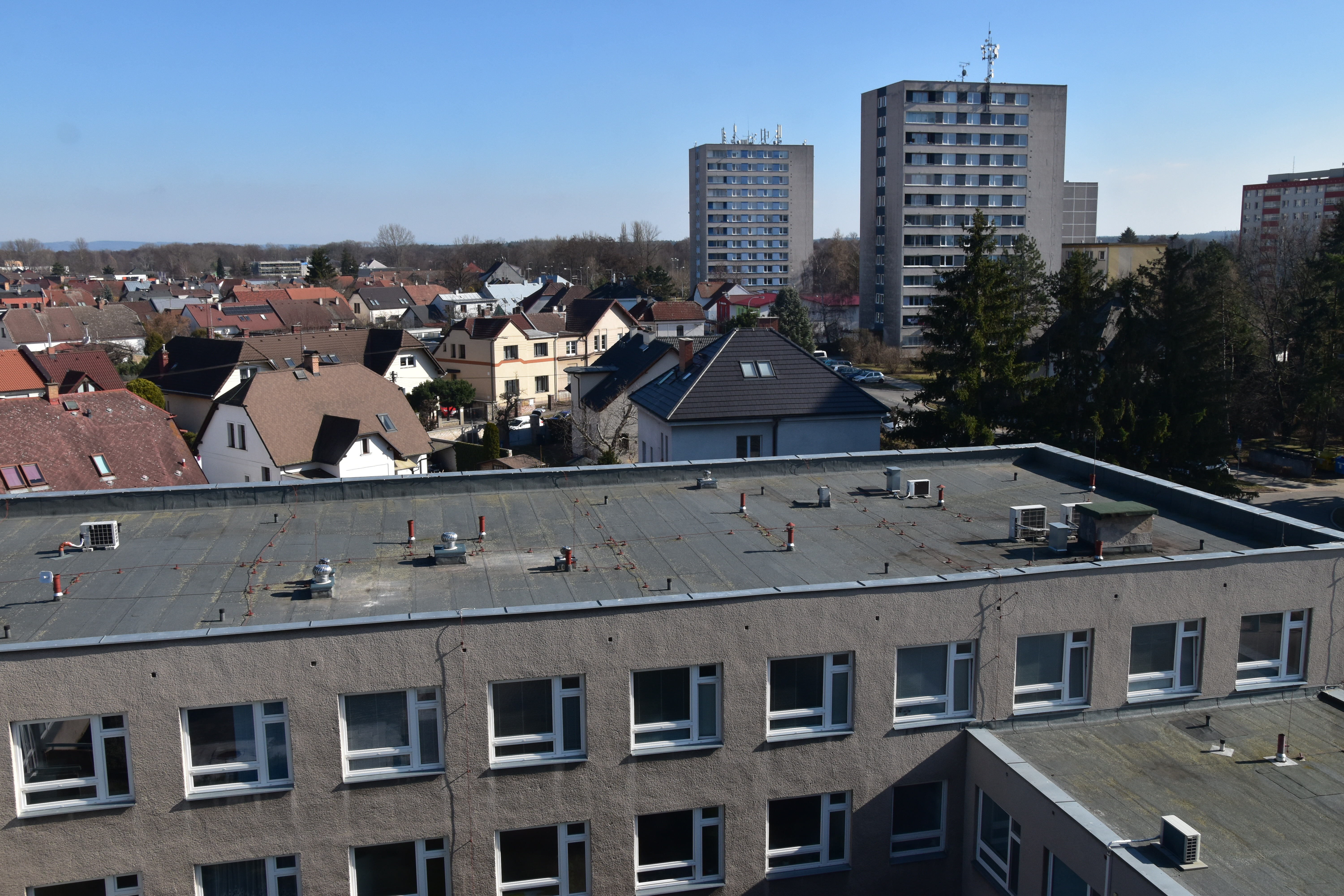
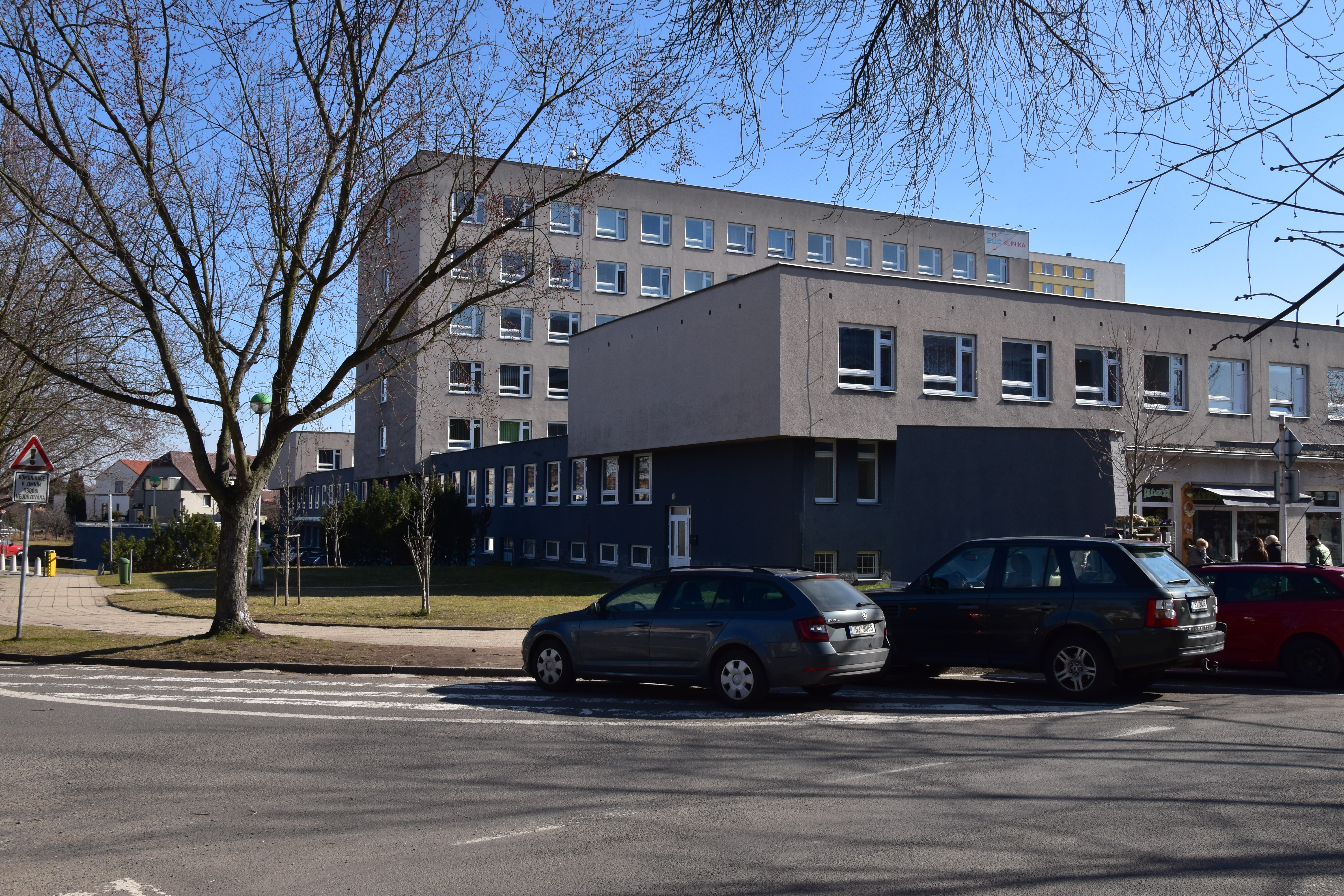

### Školství

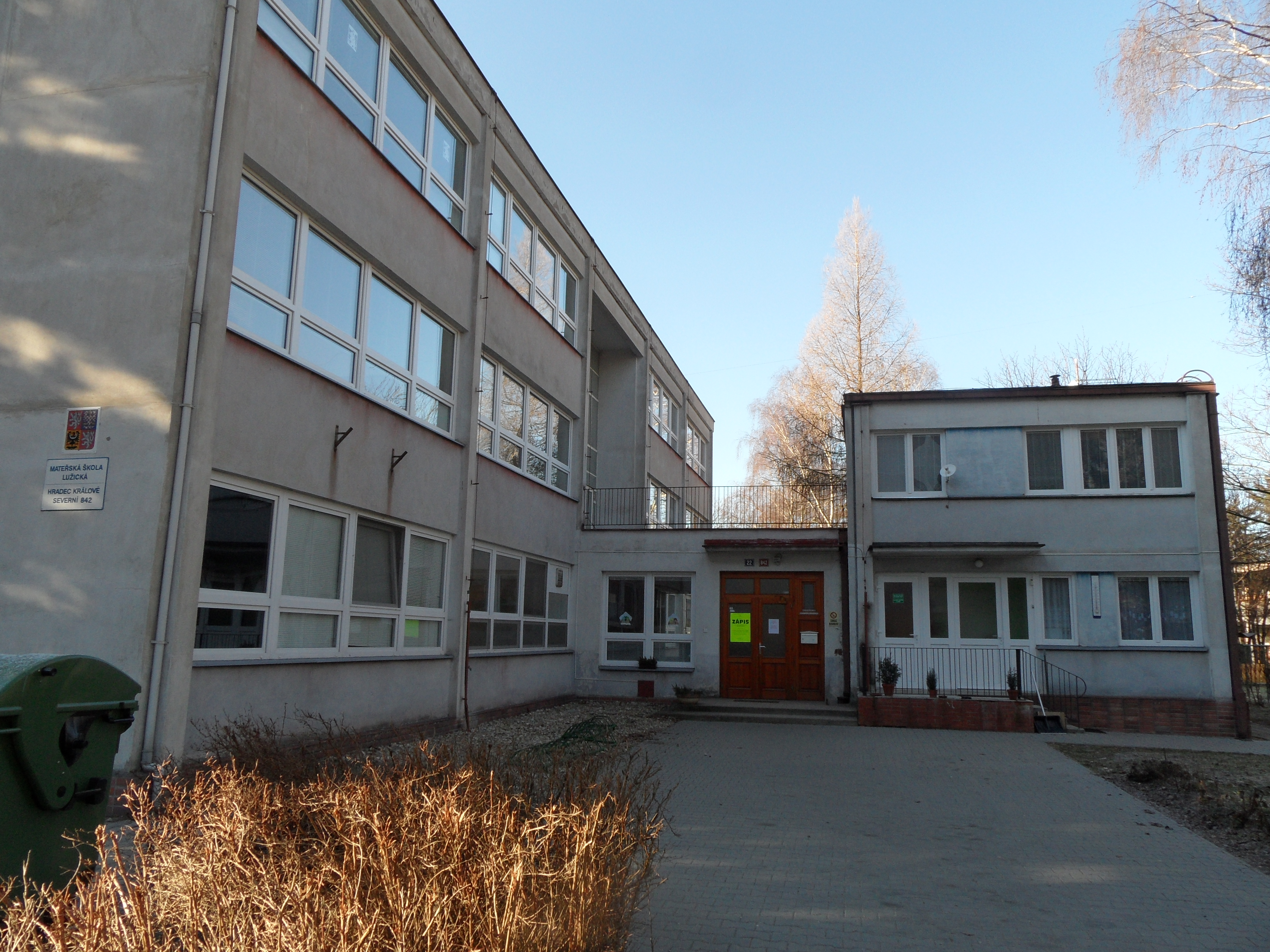
MŠ Lužická v Severní ulici

Na sídlišti Slezské Předměstí se nacházejí také tři základní panelové mateřské školy a jesle (v ulicích Gagarinova, Severní a Třebechovická) a jedna atypická podniková ve vnitrobloku SNP (čp. 170), kde se po úpravách nachází soukromá střední škola. Areál mateřské školy a jeslí v Gagarinově ulici je dokonce prvním takovým panelovým zařízením v celé tehdejší ČSSR.
Na sídlišti byly vybudovány tři základní školy: SNP, Jih a Sever. Ve školním roce 2007/08 navštěvovalo tyto tři základní školy na 1541 žáků, včetně 77 žáků speciálních tříd v rámci ZŠ Jih a 111 žáků sportovních tříd ZŠ Sever. Od dalšího školního roku došlo ke sloučení základních škol SNP a Jih s tím, že prostory školy Jih byly postupně uvolňovány pro potřeby umělecké školy Střezina.
Školy na Slezském Předměstí – Jih projektoval Jan Rejchl (ZŠ z roku 1966).

#### ZŠ SNP

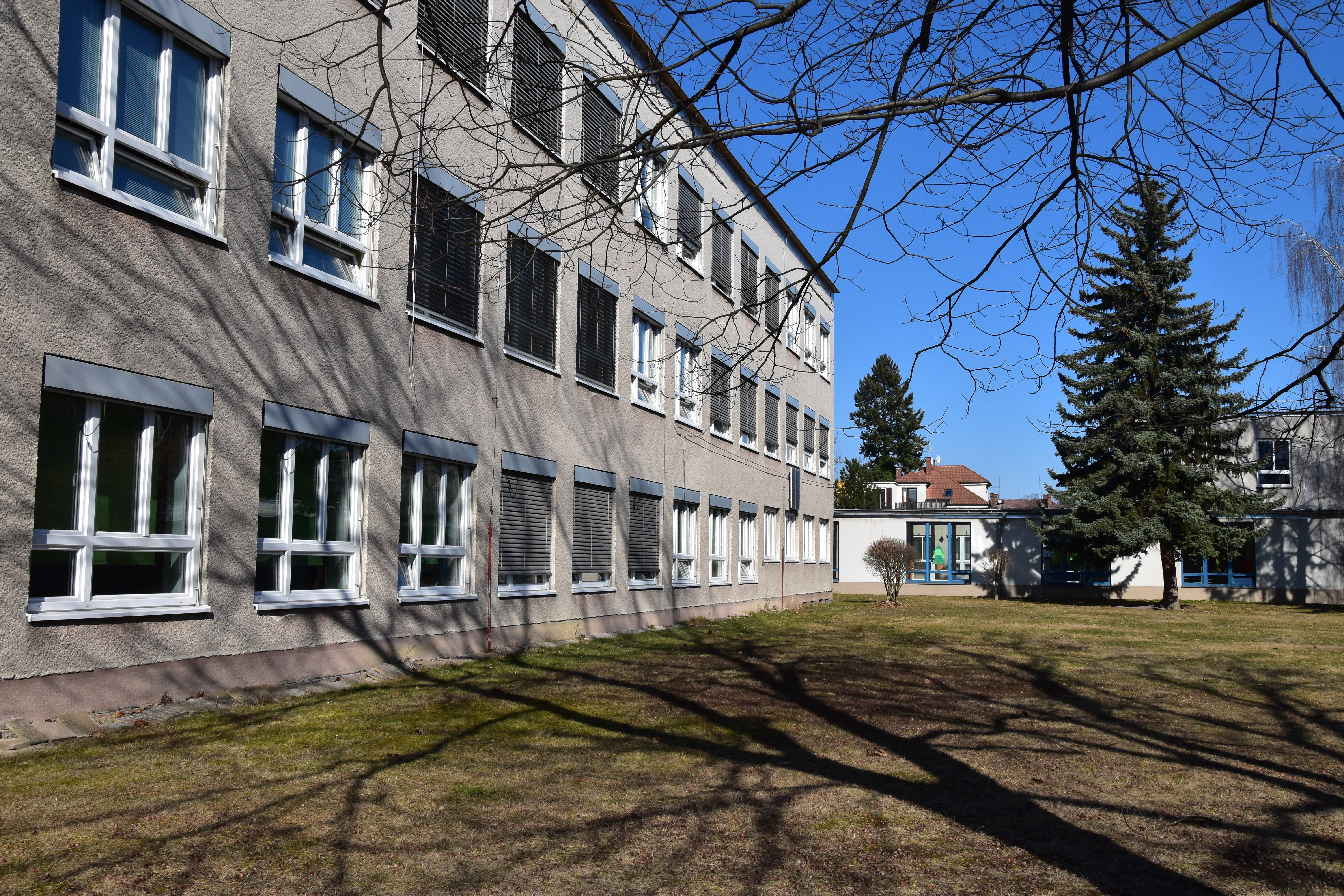
ZŠ SNP

Základní škola na třídě SNP (třída SNP 694) vznikla jako první základní škola na sídlišti v roce 1963 (výstavba započala 1962). V září 1963 byl otevřen ještě rozestavěný areál, do nějž začalo chodit 714 žáků. V prvním školním roce otevřela 19 tříd. Výuka v druhém pavilonu začala o rok později, od 1. 9. 1964. Škola byla určena pro 28 tříd. Ve školním roce 1968/69 se počet žáků a tříd výrazně zvýšil na 33 tříd s 1115 žáky. S výstavbou dalších škol v okolí ovšem začal počet žáků přirozeně klesat. Ve školním roce 1979/80 došlo ke změně organizace školy: žáci i učitelé přešli na ZDŠ Zálabí (školy Josefa Gočára), ze které se na SNP naopak přestěhovala jazyková škola.
Ve školním roce 2007/2008 na škole studovalo 615 žáků a škola začala partnersky spolupracovat s nakladatelstvím Fraus z Plzně. Od 1. 9. 2008 došlo ke sloučení škol se ZŠ Jih.
Areál se skládá ze čtyř propojených pavilonů, které obklopuje zahrada a hřiště s umělým povrchem. K dispozici je tělocvična. Na zahradě se nachází jedna krytá a jedna nekrytá venkovní učebna. K dispozici je i školní družina a jídelna.
Škola se zaměřuje na výuku cizích jazyků, dále na matematiku a tělesnou výchovu.
Výročí 50 let existence školy bylo oslaveno výstavou v městské knihovně ve Wonkově ulici. Výstava představila díla významných bývalých žáků školy.
Od 1. prosince 2003 začala být provozována meteorologická stanice. V roce 2004 proběhla oprava hřiště.

#### Bývalá ZŠ Jih, ZUŠ Střezina
Druhou základní školou na sídlišti (druhou v pořadí výstavby) byla škola vybudovaná na sídlišti Jih (Luční 838). Školu tvořily tři výukové pavilony a pavilonem dílen s tělocvičnou.
Výuka na této škole byla zahájena v roce 1968. Již v roce 1984 ale došlo ke zrušení školy. Obnovena byla o deset let později od školního roku 1994/95.
Ke dni 1. července 2008 se stala ZŠ Jih detašovaným pracovištěm ZŠ SNP (pracoviště Jih) a od září 2008 do ní přestaly chodit nové (první) ročníky. Ve školním roce 2008/09 školu Jih navštěvovalo 321 žáků.
Prostory byly postupně uvolňovány pro Základní uměleckou školu Střezina, která dříve měla několik budov ve městě. Pro taneční obory byly některé prostory využívány již od roku 2006. Celý areál po základní škole Jih využívá od školního roku 2012/13. Od 1. září 2013 zde umělecká škola získala své hlavní sídlo (hlavní budova neboli budova Jih). V budově Jih sídlí ředitelství, nachází se zde i další kanceláře, taneční sály a je zde vyučován taneční obor, výtvarný obor a část hudebního oboru. V roce 2013 se začala plánovat rekonstrukce budov pro nové potřeby, ale následně se dostala do podoby, kdy část školy je dlouhodobě rozestavěná. Tato umělecká škola je největší školou svého druhu v Česku, když eviduje přes 2300 žáků.

#### ZŠ Sever

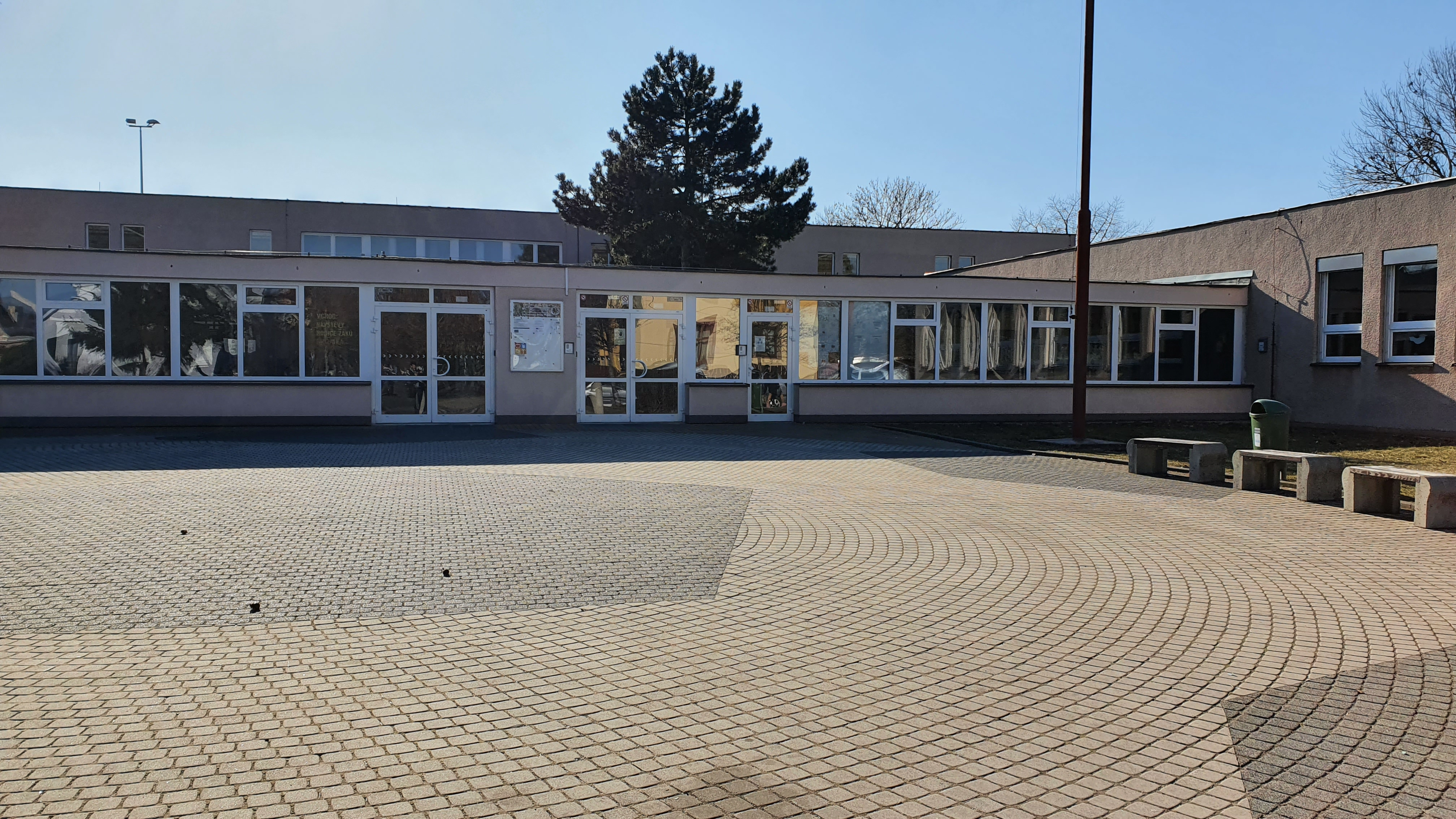
ZŠ Sever, vstup

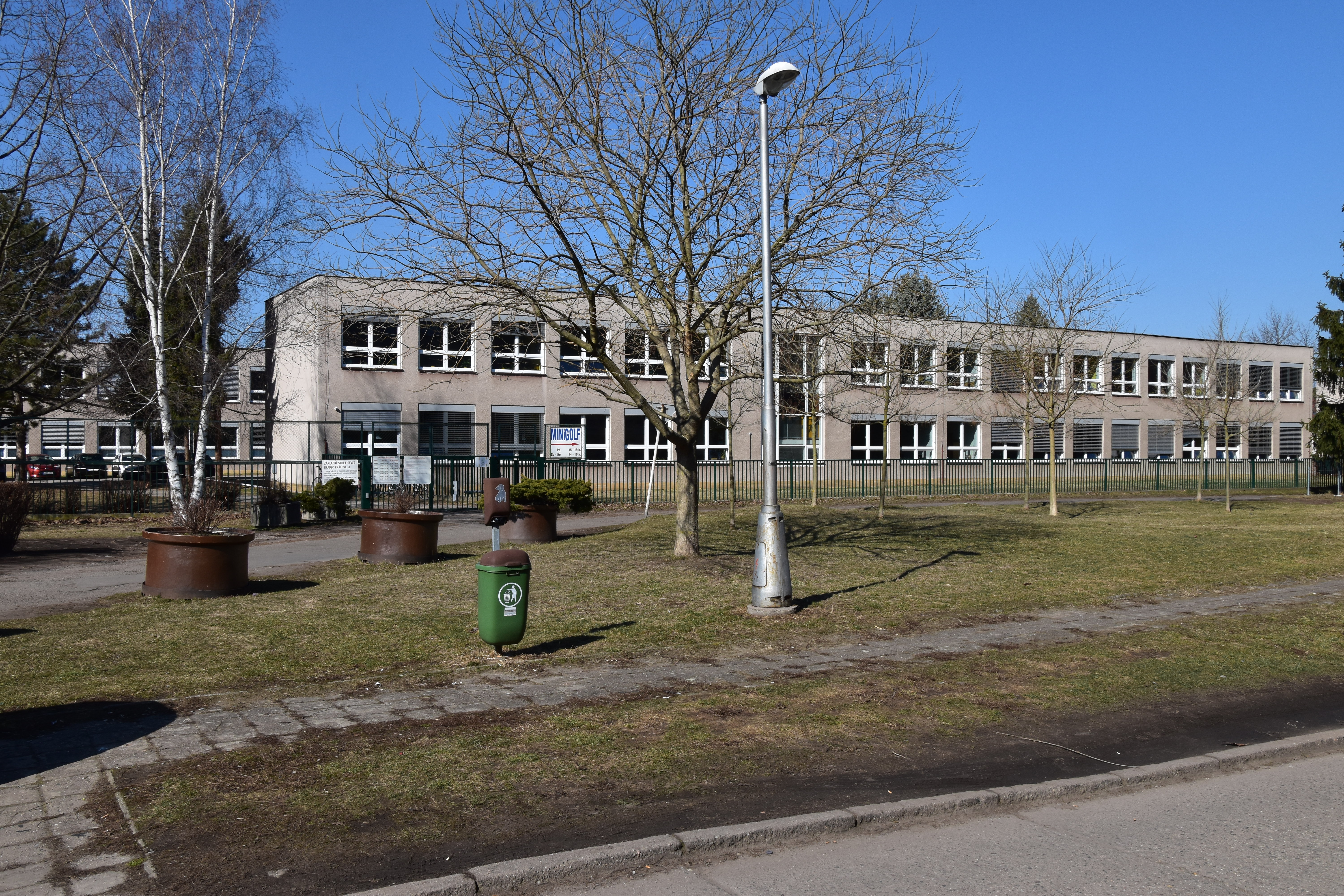
ZŠ Sever od Pospíšilovy třídy

Základní škola Sever (Lužická 1208) od architekta Václava Misíka byla otevřena jako třetí základní škola na sídlišti od školního roku 1975/76. V té době byl areál stále ve výstavbě. Jednotlivé budovy byly dokončovány a uváděny do provozu teprve postupně. K dokončení rozsáhlého komplexu budov došlo až v roce 1979.
První zprovozněnou částí se stal pavilon pro výuku na prvním stupni. V roce 1975 tak na školu nastoupilo 316 dětí rozdělených do 12 tříd od první do páté třídy, které byly vyučovány 14 pedagogy.
Od školního roku 1976/77 se začalo vyučovat i na druhém stupni, čímž se počet žáků zdvojnásobil. V rámci prvního stupně došlo k zavedení vyrovnávacích tříd pro slabší žáky, kteří se mohli v případě zlepšení vrátit zpět do své původní kmenové třídy.
Od školního roku 1977/78 byla výuka rozšířena o devátou třídu. Na střední školy však mohli žáci odcházet již z osmé třídy.
Od školního roku 1979/80 byla zavedena specializovaná sportovní třída se zaměřením na fotbal. Sportovní zaměření se prohloubilo v následujících letech. Se školním rokem 1983/84 byly na druhém stupni zřízeny třídy s rozšířenou výukou tělesné výchovy. Škola se stala oficiální součástí celostátní sítě sportovních škol. Ve školním roce 1984/85 na škole fungovaly dvě třídy pro zrakově postižené žáky pod dohledem zdravotní sestry.
Od počátku existence školy vedla zařízení Helena Vaněčková, která se ve školním roce 1984/85 stala okresní školní inspektorkou. Pověření vedení školy získala dosavadní zástupkyně pro druhý stupeň Irena Martincová. Od následujícího školního roku (1985/86) se ředitelem stal Karel Rott. Ve školním roce 1987/88 došlo ke sloučení se základní školou Jih a novým ředitelem se stal Petr Procházka. Školy byly opět rozděleny od školního roku 1991/92 a dyslektické a vyrovnávací třídy ze ZŠ Sever byly převedeny na ZŠ Jih. Na ZŠ Jih přešel i ředitel Petr Procházka a vedení ZŠ Sever se opět ujal Karel Rott.
Ve školním roce 1992/93 došlo k obnovení devátých tříd na druhém stupni byly zavedeny sportovní třídy pro dívky se zaměřením na košíkovou. Ve školním roce 1994/95 byla navázána družba s „Friedenschule“ ve Stuttgartu.
Od roku 1995 je příspěvkovou organizací města Hradce Králové.
V roce 1999 byla zahájena rekonstrukce hřiště.
Ve školním roce 2009/10 školu navštěvovalo 372 žáků, kteří byli vyučováni 29 učiteli. Ředitelem byl a stále je Milan Kučera.

### Další budovy občanské vybavenosti

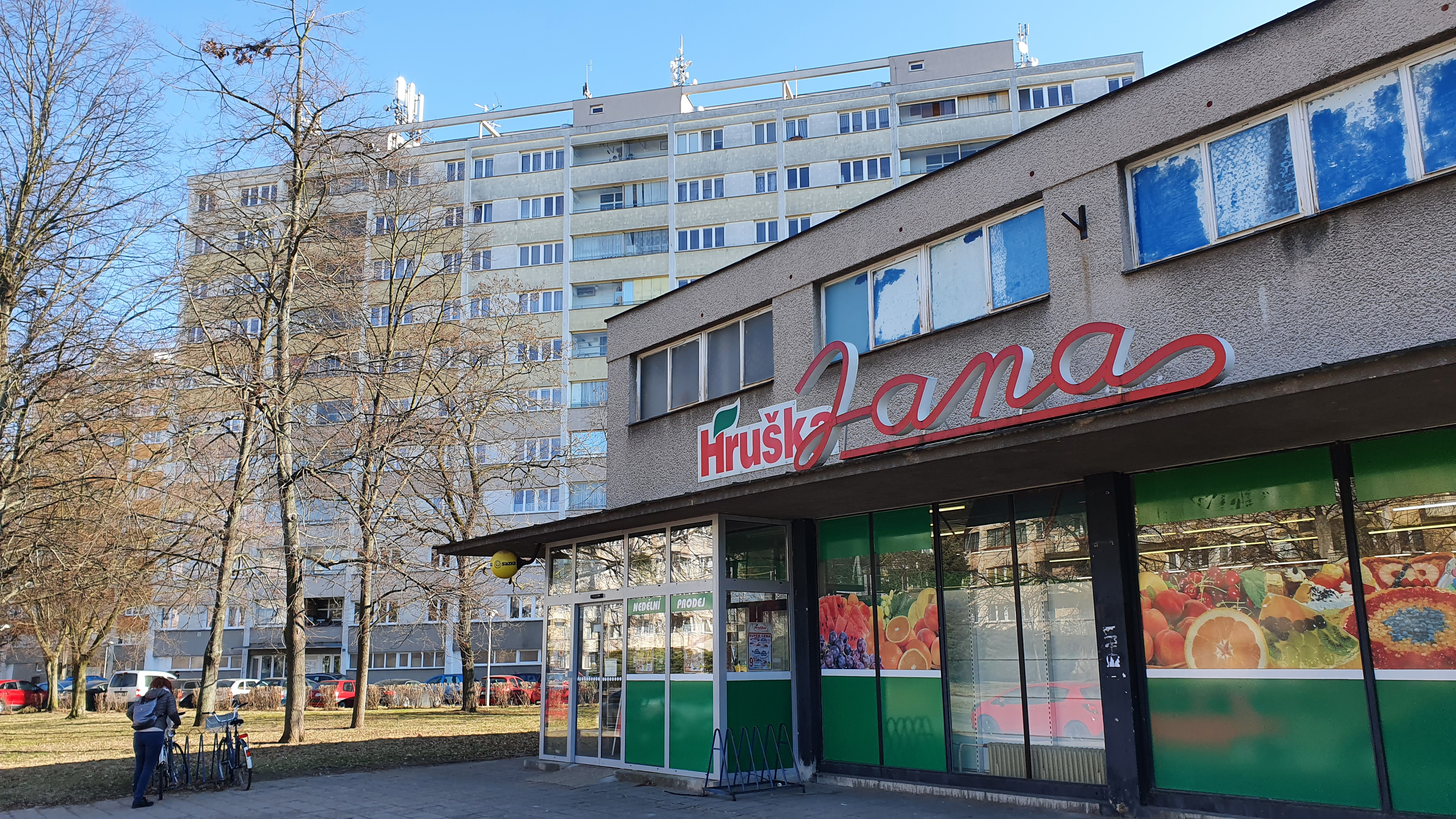
Bývalá Jednota Jana na sídlišti Sever

V listopadu 1963 bylo již v provozu první zdravotní středisko s obvodními lékaři pro dospělé i děti a také se zubaři. Ve výstavbě byla lékárna. Na sídlišti v té době byl nedostatek telefonních linek.
Kulturní středisko bylo otevřeno v úterý 3. února 1970. V době otevření obsahovalo velký kinosál včetně divadelního zařízení, klubovnu, knihovnu, poštu, servis televizí, restauraci a provozovnu podniku Tvorba. Výstavba budovy trvala osm let.
Článek z roku 1967 uvádí, že v roce 1968 se mělo začít s výstavbou velkého obchodního střediska. V téže době se měl začít stavět Dům služeb pro výrobní družstva. O velkém kinu se uvažovalo až pro období po roce 1970. Naopak ve výstavbě byla prodejna potravin Jednota na sídlišti Sever, která byla otevřena v červenci 1967. V první pololetí 1967 mělo být otevřeno i středisko osvěty a služeb s knihovnou, čítárnou, společenským sálem, restaurací, poštou, kadeřnictvím a dalšími službami. Obchodní centrum se z třídy SNP mělo rozšiřovat na Pospíšilovu třídu.

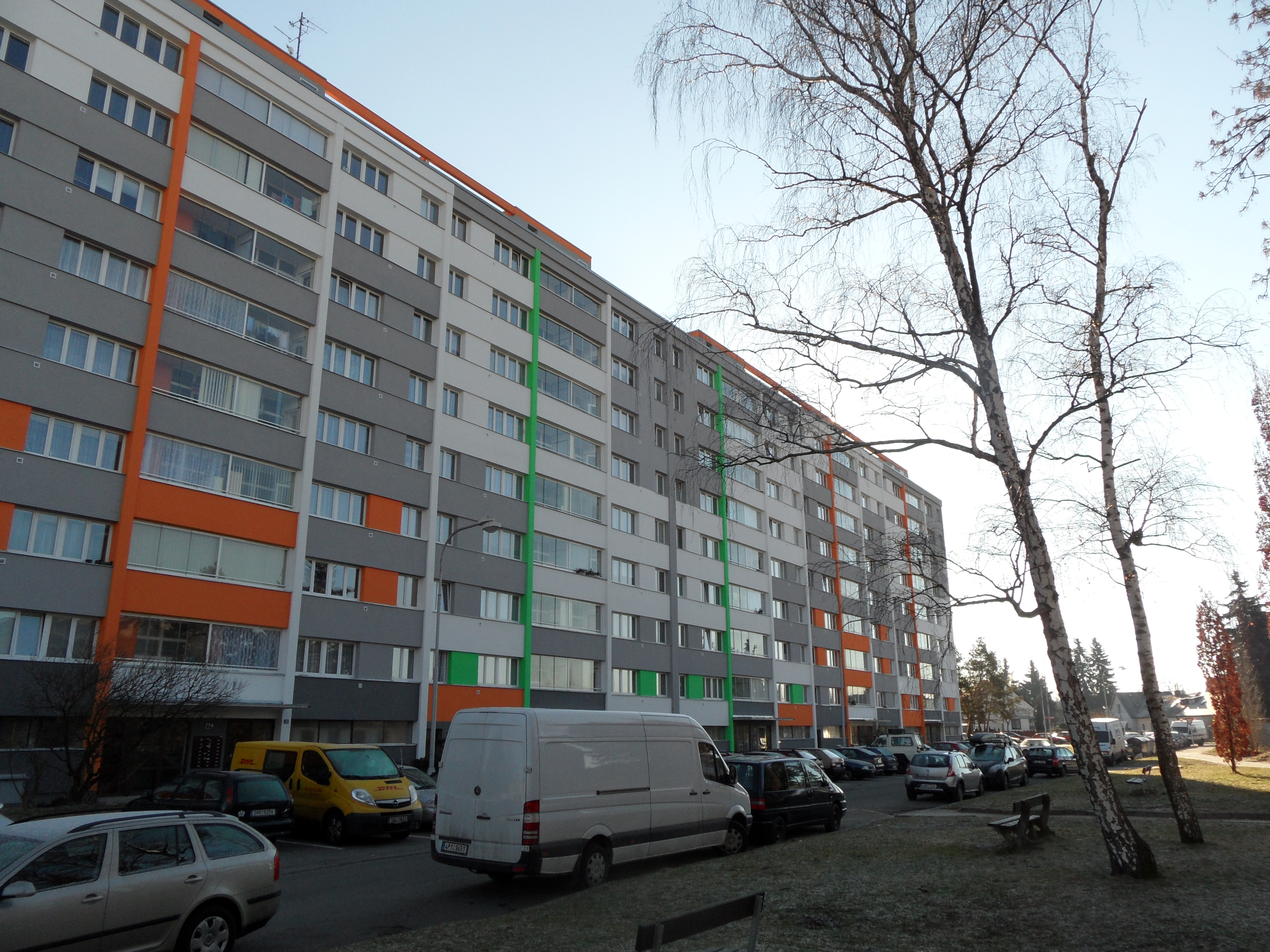
Severní ulice

## Současnost
Většina domů na sídlišti byla zrekonstruována, fasády byly zatepleny, čímž se částečně ztratilo jejich původní barevní pojetí a členění. Původní typická zábradlí balkonů (z vlnitého hliníku u domů na severní straně Severní a Gagarinovy ulice, celkem 7 domů, zbytek sídliště Sever a Jih měl zábradlí z drátoskla a sídliště Markovická používala barevný skelný laminát) byla nahrazena perforovaným plechem a plně zasklenými lodžiemi. Nižší domy v Gagarinově ulici byly zvýšeny o jedno patro s nízkou obloukovou střechou a zároveň byly zvětšeny balkóny z původních 80 cm. Celková výše oprav dosáhla tehdy 17.5 milionu korun a rekonstrukce trvala 10 měsíců .  Tato úprava získala ocenění v soutěži Stavba roku 2002, a to vzhledem k jejímu „výtvarně výraznému architektonickému dotvoření“.
Středisko osvěty a služeb Severka zůstalo neudržované.

## Umělecká díla

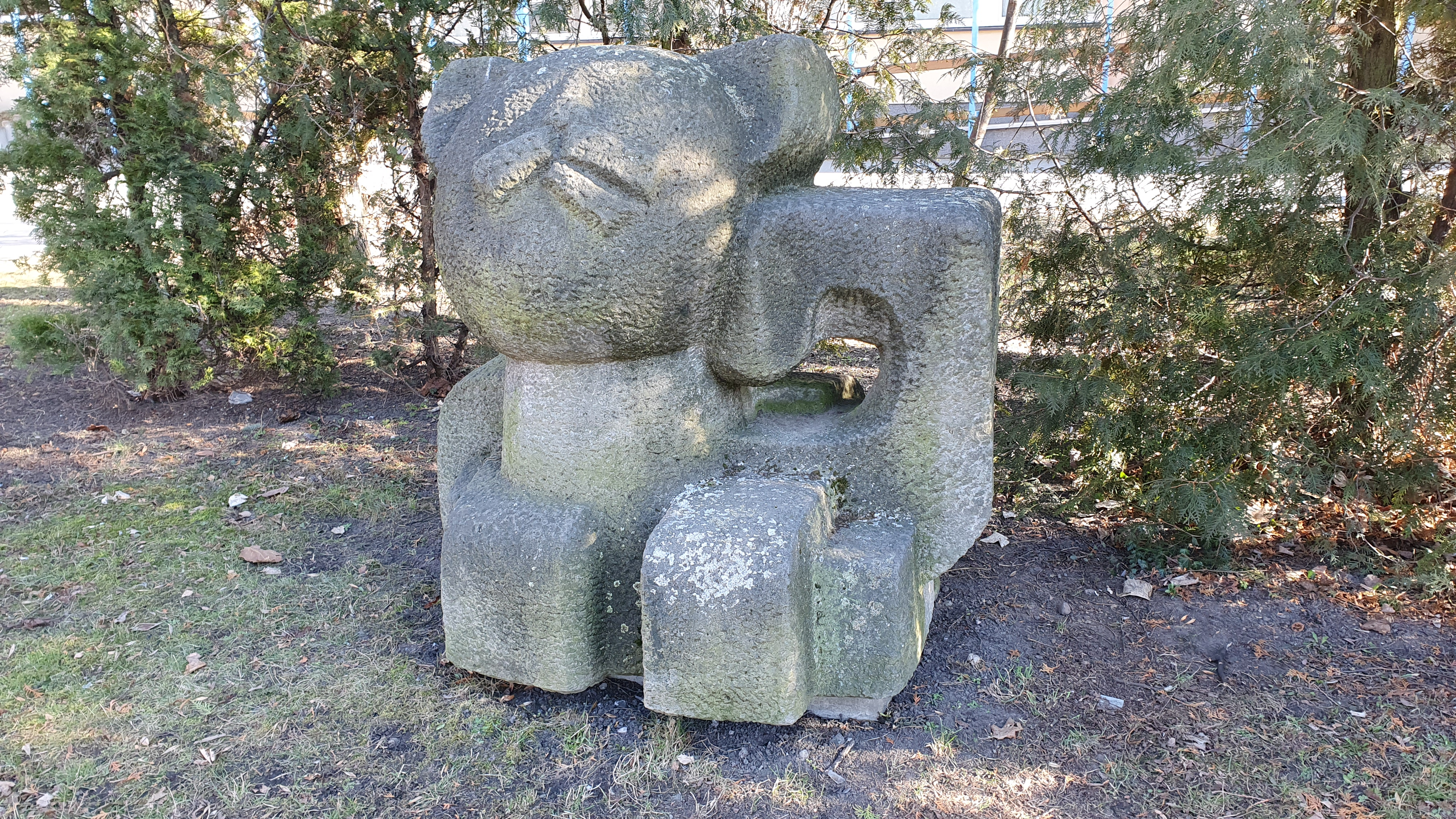
Socha kočky

Na umělecká díla je toto sídliště poměrně chudé.
Nejvýznamnějším prvkem je plastika Květ Polabí z roku 1968 od Vladimíra Preclíka. Umístěna je před hotelem Alessandria.
V letech 1968/69 byla vytvořena abstraktní pískovcová plastika Vesmírný plavec od Karla Hyliše. Je umístěna před základní školou Jih v Luční ulici.
Dalším uměleckým dílem je socha kočky v Gagarinově ulici.

## Doprava

### Silniční doprava
Hlavním silničním propojením centra města se sídlištěm je Pospíšilova třída a navazující třída SNP. Jedná se o jednu z radiálních tepen vycházejících z městského okruhu. Až do roku 1968 tato třída plnila funkci hlavní průjezdní a výpadové komunikace na Ostravu. Na začátku listopadu 1968 však započala tříletá rekonstrukce Pospíšilovy ulice, během níž byla položena nová síť vodovodů, kanalizace a také vozovka. Kvůli tomu musela být změněna dopravní situace. Novou výjezdovou komunikací směrem na Ostravu se stala nově postavená třída Víta Nejedlého.

### Hromadná doprava

#### Historie trolejbusové dopravy

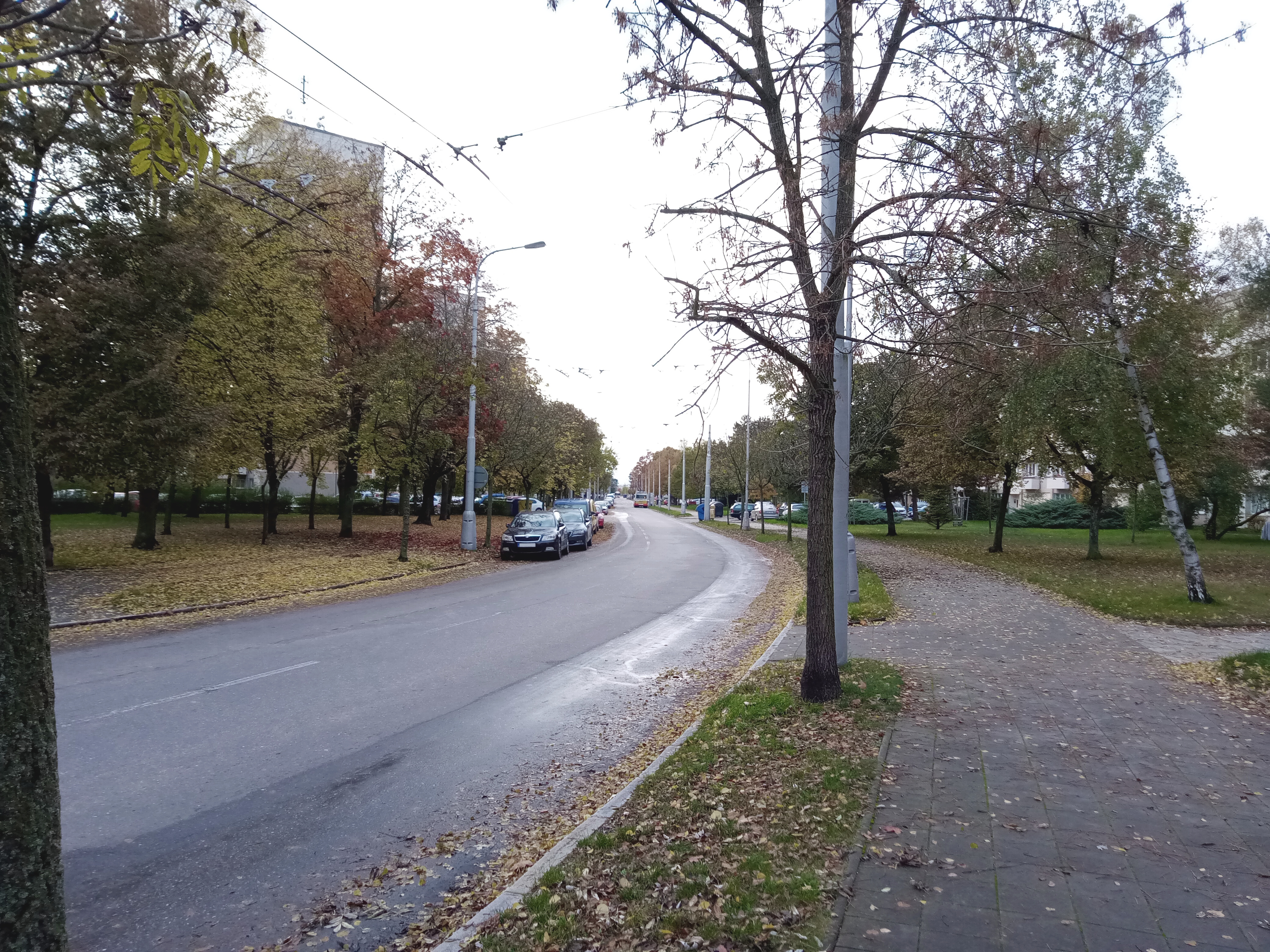
Severní ulice (sídliště Sever) s trolejbusovým vedením

První trolejbusová trasa v Hradci Králové vznikla v roce 1949. Ještě téhož roku byla zavedena trolejbusová doprava i na Slezské Předměstí, konkrétně od 28. října toho roku sem vedla linka 0 z hlavního nádraží. Byl zprovozněn úsek Pyrám – Alessandria – Stoletá – Slezské Předměstí, cihelna – Nádraží Slezské Předměstí – Alessandria. V okružním úseku Alessandria – Slezské Předměstí, cihelna – Alessandria se jednalo o jednostopý provoz. V tomto pojetí fungoval přibližně do roku 1959. V letech 1963 až 1964 došlo k dvoustopnění trolejbusové trasy Alessandria – Slezské Předměstí – Alessandria včetně smyčky Slezské Předměstí, cihelna. Došlo k novému rozdělení linek. Dne 2. února 1964 byl zahájen provoz na trase DP – Sídliště Sever. V té době dosahoval hradecký trolejbusový vozový park největšího počtu vozů.
Ještě v průběhu 60. let 20. století však došlo k velkým rekonstrukcím komunikací a trolejbusové linky musely být nákladně odkláněny. Vzhledem k tomu, že obecně již docházelo k odklonu od trolejbusové dopravy, řada linek zanikla a byla nahrazena autobusovými. Dne 30. listopadu 1967 tak byla zrušena trolejbusová doprava v úseku Alessandria – Stoletá – Slezské Předměstí, cihelna (tj. přes rozestavěné sídliště Jih). Mimo rekonstruované silnice však k dalšímu rušení trolejbusových linek nedošlo.

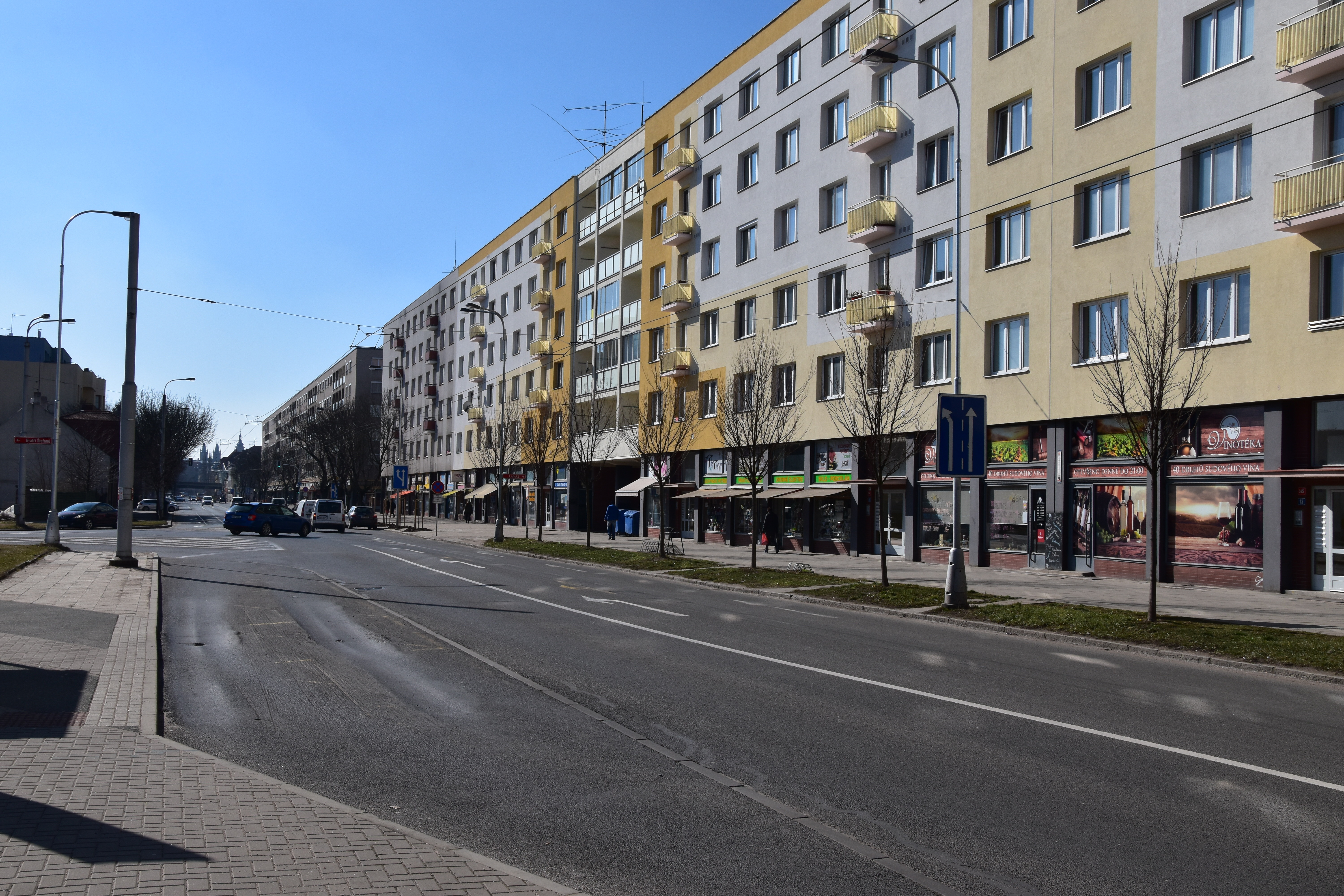
Pomezí Pospíšilovy třídy a třídy SNP s trolejovým vedením

Během rekonstrukce Pospíšilovy třídy od roku 1968 byla hromadná doprava na sídliště Sever byla odkloněna přes Buzuluckou a Pouchovskou ulici (nová trolejbusová trať). Dne 7. prosince 1968 byl zprovozněn nový trolejbusový úsek Sídliště Sever – Alessandria a zrušen KNV – Pyrám – Alessandria, kde došlo ke zmíněné rekonstrukci silnice a po rekonstrukci nebylo obnoveno. Na sídliště Jih se na tu dobu přesunula doprava po nové třídě Víta Nejedlého.
Dne 4. září 1995 byla obnovena trolejbusová trasa na Slezské Předměstí po Pospíšilově třídě a navazující třídě SNP, která zanikla v roce 1968, a to linkou 6 z nádraží.

#### Současnost
V roce 2022 bylo sídliště obsluhováno několika trolejbusovými a autobusovými linkami. Do konečně zastávky Slezské Předměstí, cihelna jezdí trolejbusové linky 3, 6, 27 a elektrobusové linky 12, 14 a autobusová linka 23.

## Zajímavosti

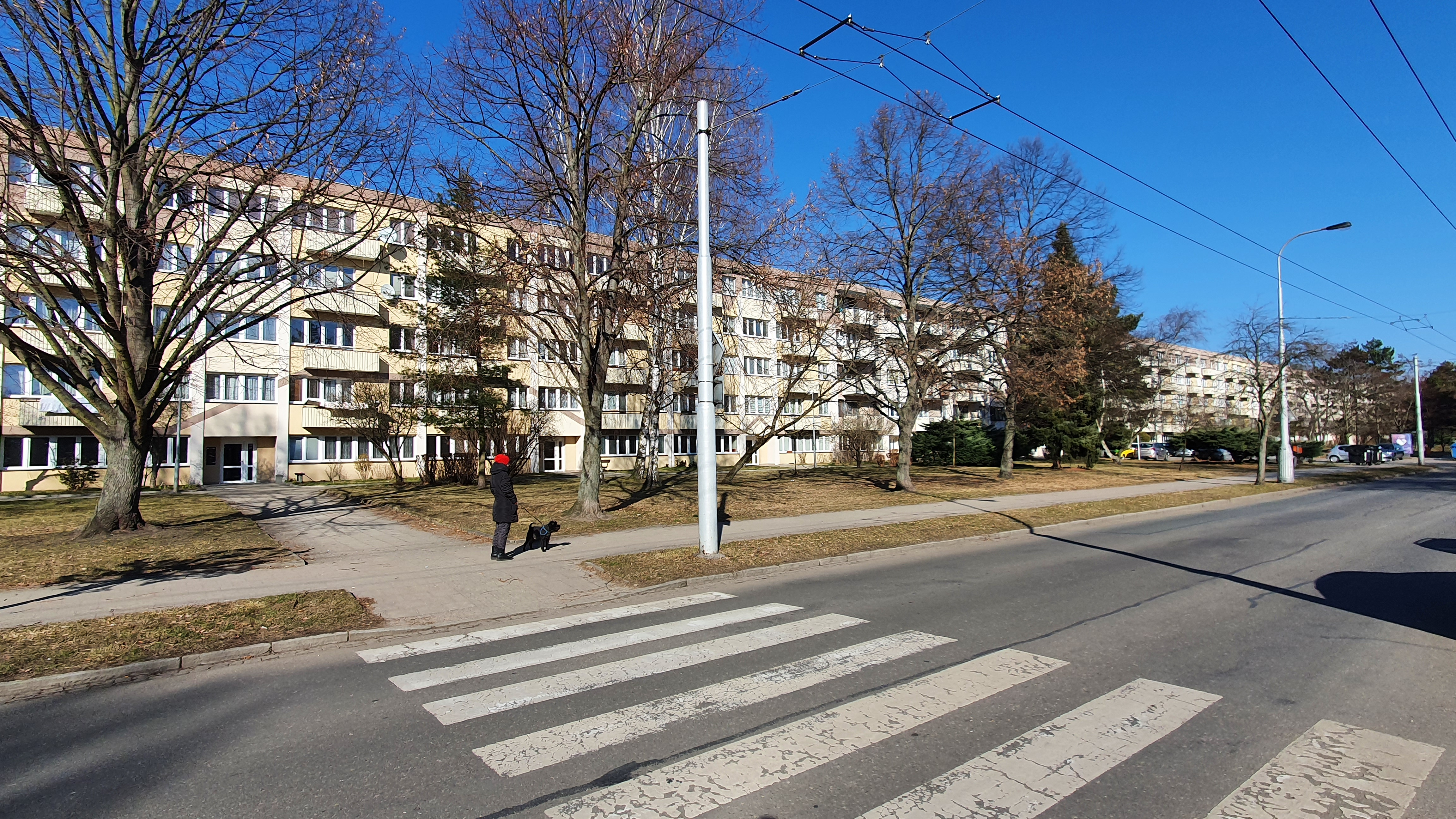
Dům "Kravín" v Severní ulici, nejdelší panelový dům ve městě

- Na sídlišti Slezské Předměstí – Sever stojí mj. i nejdelší panelový dům v Hradci Králové (Severní 713–732). Lidově je nazýván Kravín, má 20 vchodů[51] a stejný počet schodišť. Na délku měří 317 metrů a obsahuje 176 bytů (dvoupokojové, třípokojové i garsoniéry).[8]
- Po tuhé zimě 1962/1963 se dělníci dostali do zpoždění a od dubna 1963 začali pracovat v dvousměnném provozu.[52]
- V říjnu 1969 byla na sídlišti otevřena expres čistírna.[53]